# Torre de Busan
La Torre Busan (en coreano: 부산타워) es una torre de 118 metros de altura en el parque Yongdusan, situado en Jung-gu, Busan, Corea del Sur. 
La torre Busan, construida en 1973, sólo se ha utilizado para fines de entretenimiento y no tiene ningún equipo de transmisión establecido en la torre a diferencia de muchas otras torres con miradores construidos principalmente como torres de radio. La cubierta cuenta con vistas panorámicas y una pequeña cafetería, que es sólo accesible durante las horas de trabajo a través de dos ascensores de alta velocidad. La base de la torre está interconectada con algunas galerías y tiendas de recuerdos. La torre se suele mencionar en las guías turísticas como un buen lugar para conseguir una vista del puerto de la ciudad.